# Walter Lima Jr.
Walter Lima Junior (Niterói, 26 de novembro de 1938) é um cineasta brasileiro, bacharel em Direito pela Universidade Federal Fluminense (UFF). Também atuou na direção de diversos documentários para a televisão brasileira.

## Carreira
Começou escrevendo críticas para jornais diários. Em 1963, conheceu Glauber Rocha, que o convidou para fazer assistência de direção em Deus e o Diabo na Terra do Sol.
Seu primeiro longa-metragem foi Menino de engenho (1965), uma adaptação do romance de José Lins do Rego. Fez em seguida Brasil ano 2000 (1968), Urso de Prata do Festival de Berlim e Concha de Ouro no Festival de Cartagena; e Na boca da noite (1970). 

Entre 1973 e 1978, dirigiu documentários para a televisão, como Os índios Kanela (1974). Em 1977, concluiu o longa-metragem A lira do delírio', prêmio de melhor filme no Festival de Brasília. Fez, em seguida, dois trabalhos originalmente destinados à televisão que tiveram versões para cinema: Joana Angélica (1979) e Chico Rei, série de oito episódios para a televisão alemã com versão reduzida para o cinema finalizada em 1985. Em 1983, fez Inocência, prêmio de direção em Brasília e prêmio Coral no Festival de Havana; em seguida, Ele, o Boto (1986). 

Nos anos 1990, dirigiu, sob encomenda de um produtor americano, O monge e a filha do carrasco (1995) e, pouco depois, fez A Ostra e o Vento (1997), baseado no livro de Moacir C. Lopes, selecionado para a competição do Festival de Veneza. 

Vem alternando, entre seus filmes de ficção, documentários de duração média, como Em cima da terra, embaixo do céu (1991) e Uma casa para Pelé (1992), realizado para o Channel Four. Para a televisão, fez também minisséries, como Capitães da Areia e Dossiê Chatô, além de um telefilme, Meu filho teu (2001). 

Em 2002 teve sua biografia e filmografia publicadas no livro de Carlos Alberto de Matos: Walter Lima Júnior, Viver Cinema. Em 2003, realizou o documentário em curta-metragem Thomas Farkas, e, em 2005, filmou o longa-metragem de ficção Os desafinados, que estreou em 2008. 

Tem ministrado cursos de direção cinematográfica e direção de atores. Atualmente é professor da ABC Cursos de Cinema e da Pontifícia Católica Universidade (PUC-Rio), no Rio de Janeiro.

## Filmografia
- 2015 - Através da Sombra
- 2008 - Os Desafinados
- 2004 - Thomas Farkas, Brasileiro (curta-metragem)
- 2001 - Um Crime Nobre
- 2001 - O Filho Predileto
- 1997 - A Ostra e o Vento
- 1995 - O Monge e a Filha do Carrasco
- 1987 - Ele, o Boto
- 1985 - Chico Rei
- 1983 - Inocência
- 1982 - Em Cima da Terra, Embaixo do Céu
- 1978 - Joana Angélica
- 1978 - A Lira do Delírio
- 1977 - Conversa com Cascudo
- 1971 - Arquitetura, a Transformação do Espaço
- 1970 - Na Boca da Noite
- 1969 - Brasil Ano 2000
- 1965 - Menino de Engenho

## Premiações
- Urso de Prata, no Festival de Berlim, por Brasil Ano 2000 (1969).
- Duas vezes o Prêmio Candango de Melhor Diretor, no Festival de Brasília, por A Lira do Delírio (1978) e "Inocência" (1983).
- Troféu Passista de Melhor Filme, no Festival do Recife, por A Ostra e o Vento (1997).
- Troféu Passista de Melhor Diretor, no Festival do Recife, por A Ostra e o Vento (1997).
- Troféu Passista do Prêmio do Público, no Festival do Recife, por A Ostra e o Vento (1997).
- Prêmio de Melhor Diretor, no Festival de Natal, por Ele, o Boto (1987).
- Prêmio de Melhor Filme, no Festival de Havana, por Inocência (1983).
- Prêmio de Melhor Filme do IV Centenário da Cidade do Rio de Janeiro, por Menino de Engenho (1965).